# باشگاه فوتبال گسترش اراک
باشگاه فوتبال گسترش اراک یک تیم فوتبال ایرانی از اراک بود.

## دوران حرفه‌ای
این تیم در جام قدس ۶۹–۱۳۶۸ حاضر بود و در گروه ب در رده یازدهم و آخر جدول ۱۱ تیمی قرار گرفت.